# So Long, Marianne (pjesma)
"So Long, Marianne" pjesma je koju je napisao kanadski pjesnik i glazbenik Leonard Cohen. Pojavljuje se na njegovom prvom albumu, Songs of Leonard Cohen. Pitchfork Media stavili su je na 190. mjesto svoje ljestvice dvjesto najboljih pjesama.

## Povijest
Cohen je nadahnuće za ovu pjesmu dobio u Marianne Jensen (rođ. Marianne Ihlen), koju je sreo na grčkom otoku Hidra 1960-ih. Marianne i njenog šestomjesečnog sina upravo je napustio na otoku norveški pisac Axel Jensen. Cohen ju se upoznao na otoku i odveo u njen dom u Oslu. Poslije ju je pozvao da s njenim sinom žive s njim u Montrealu, što ona prihvata. 1960-ih živjeli su između New Yorka, Montreala i Hidre. 
Cohen je Marianni posvetio svoju treću zbirku pjesama, Flowers for Hitler, a bila mu je nadahnuće i za druge pjesme. Njena slika se može vidjeti na njegovom drugom albumu, Songs from a Room.
Marianne Ihlen preminula je 28. srpnja 2016. godine u Oslu u 81. godini. Cohen joj je pisao neposredno pred njenu smrt govoreći: "Tu sam odmah iza tebe, dobvljno blizu da te uzmem za ruku. [...] Nikad nisam zaboravio tvoju ljubav i tvoju ljepotu. Ali ti to znaš [...] Putuj sigurno stara prijateljice. Vidimo se na cesti. Ljubav i zahvalnost." Cohen je preminuo poslije 3 mjeseca, 7. studenog. 

## Inačice pjesme
Pjesmu su obradili glazbenici Beck, Noel Harrison, John Cale i Suzanne Vega, Straitjacket Fits, Brian Hyland, James, Bill Callahan, Russian Red, Courtney Barnett i dr., uključujući i Cohenovog sina Adama Cohena.
Adam Cohen i The Webb Sisters izvode pjesmu 2017. na koncertnom albumu Tower of Song: A Memorial Tribute to Leonard Cohen. Courtney Barnett 
izvela je pjesmu 2019. na MTV Unplugged nastupu.